# Inter faeces et urinam nascimur
La locuzione latina inter faeces et urinam nascimur significa "siamo nati tra le feci e l'urina"; normalmente viene attribuita ad Agostino d'Ippona (354-430), anche se con più probabilità deriva invece da un'omelia di Bernardo di Chiaravalle(1090-1153).
La frase viene usata per formulare un giudizio di condanna sulla condizione umana e non solo, già rovinosa fin dal modo in cui la vita viene alla luce. «La vicinanza tra gli organi deputati alla riproduzione e all'escrezione» verrebbe considerata un simbolo negativo del destino esistenziale. La rivalutazione psicoanalitica della fase anale e di quella fallica ha condotto a ritenere un pregiudizio nevrotico questa prospettiva, «eppure la violenza (non sempre), l'età, la morte e il sangue vengono esclusi dalla rappresentazione pubblica della sessualità.»